# Tecnomatix
Tecnomatix — семейство программных продуктов, предназначенных для автоматизации решения задач в области подготовки и оптимизации производства от компании Siemens PLM Software. В семейство входят продукты для трёхмерной симуляции процессов, имитационного моделирования, программирования промышленных роботов в режиме offline, виртуальной пуско-наладке линий и анализа собираемости с учетом размерных отклонений.

## История
Компания Tecnomatix Corporation была основана в 1983 г. в Израиле. В начале 2005 г. компания Tecnomatix была поглощена компанией UGS Corp. Программные продукты Tecnomatix были объединены с существовавшими решениями для автоматизации технологической подготовки производства компании UGS и сформировали линейку решений Tecnomatix.
В январе 2007 года компания UGS была приобретена концерном Siemens AG. C этого момента поставки и поддержка решений Tecnomatix осуществляются компанией Siemens PLM Software.

## Обзор системы
Линейка продуктов Tecnomatix включает программные продукты для различных применений, способные работать как автономно, так и совместно друг с другом, в том числе, под управлением PLM-системы Teamcenter в качестве единой платформы для взаимодействия и обмена данными.
Основные задачи, решаемые функционалом ПО — обеспечение технологичности, повышение производительности и сокращение сроков подготовки производства.
Семейство программных продуктов Tecnomatix включает:
- Process Simulate — решение для моделирования и проверки технологических процессов в трехмерной графической среде
- Process Designer — решение для подготовки, управления и хранения технологической информации.
- RobotExpert — решение для симуляции и offline-программирования промышленных роботов и роботизированных участков
- Plant Simulation — решение, предназначенное для оптимизации материалопотоков, загрузки ресурсов, логистики и метода управления для всех уровней планирования от целого производства и сети производств до отдельных линий и участков.
- FactoryCAD / FactoryFLOW — решение для разработки и оптимизации планировки производственных площадей
- Tecnomatix Quality Management — набор решений для расчета размерных цепей и анализа точностных отклонений в производстве.
- Robcad — решение для симуляции и программирования роботов и роботизированных технологических комплексов.

## Применение
Продукты Tecnomatix используются в таких отраслях, как автомобилестроение (КАМАЗ, General Motors, Volvo, BMW, Ford Motor, Honda Motor, Mazda, Volkswagen, Audi, Skoda, Renault, Comau, Hella KGaA Hueck & Co), авиационно-космическая и оборонная промышленность (Boeing, Lockheed Martin), машиностроение и электротехника (Caterpillar, KUKA Schweissanlagen GmbH, Schneider Electric), бытовая техника (Philips), высокие технологии, электроника и телекоммуникационное оборудование (Motorola), потребительские товары (Procter&Gamble), транспорт (Аэропортовый комплекс Домодедово) и другие.